# Чжан Лян
Чжан Лянг (англ. Zhang Liang, 1964, уродженець провінції Хебей, Китай) — видатний китайський альпініст, гімалаїст.
Підкоривши 2 жовтня 2017 року восьмитисячник Нангапарбат, він став другим у світі володарем «Великого Шолома» альпіністів і дослідників «14+7+2» і першим серед китайців.
Чжан завоював «Корону Землі», підкоривши всі 14 піків-восьмитисячників планети, зійшов на 7 найвищих гір на кожному з континентів, а також здійснив 120-кілометровий перехід до Південного полюсу і пройшов на лижах 600 кілометрів до Північного полюса. На досягнення цієї мети Чжану знадобилося 13 років 4 місяці і 27 днів.
Етапи сходження Чжан Лянга за програмою «14х8000»:
- 2004 рік: 5 травня: Чо-Ойю
- 2005 рік: 22 травня: Еверест
- 2008 рік: 2 жовтня: Шишабангма
- 2009 рік: 27 вересня: Манаслу
- 2010 рік: 13 травня: Дхаулагірі
- 2011 рік: 26 травня: Лхоцзе
- 2012 рік: 11 травня: Макалу
- 2013 рік: 20 травня: Канченджанга
- 2014 рік: 24 липня: Гашербрум II
- 2015 рік: 3 травня: Аннапурна
- 2016 рік: 4 серпня: Гашербрум I
- 2017 рік: 28 липня: К2
- 2017 рік: 2 жовтня: Нангапарбат

Варто відзначити, що наступною за Чжаном, іде китайська альпіністка Ло Цзінг Ченг (Luo Jing Cheng), яка, здійснивши 28 серпня 2018 року успішне сходження на восьмитисячник Шишабангма, завершила найскладнішу альпіністську задачу — пройшла всі 14 восьмитисячники світу: «14х8000».

#### Ресурси Інтернету
- https://4sport.ua/news?id=28577 [Архівовано 11 лютого 2018 у Wayback Machine.]
- http://vchaspik.ua/v-mire/448534-ekspediciya-bolshogo-shlema-kitayskiy-alpinist-pokoril-vse-14-pikov-vosmitysyachnikov [Архівовано 2 жовтня 2018 у Wayback Machine.]
- https://www.youtube.com/watch?v=8JEfHw7uP7Y
- Чжан Лянг — фото